# Dysstroma planifasciata
Dysstroma planifasciata là một loài bướm đêm trong họ Geometridae.